# Bogojci
Bogojci (mazedonisch Богојци; albanisch definit Bogovica, indefinit Bogovicë, im örtlichen albanischen Dialekt Bogovëjca bzw. Bogovëjc) ist ein Straßendorf im nördlichen Teil der Gemeinde Struga in der Region Südwesten der Republik Nordmazedonien.

## Geographie

Karte mit Lage des Dorfes innerhalb der Gemeinde Struga (mazedonisch-kyrillisch)

Bogojci befindet sich 12 Kilometer nördlich der Gemeindehauptstadt Struga. Im Norden liegt Brčevo, im Osten Poum, im Südosten Toska und im Südwesten Tašmaruništa. Westlich hinter dem Berg fließt zudem der Schwarze Drin von Süden nach Norden.
Bogojci liegt in einem kleinen Tal im Karaorman-Gebirge zwischen 920 m. i. J. und 970 m. i. J.
Das Klima liegt wie in der ganzen Region im kontinental-mediterranen Übergangsgebiet.

## Bevölkerung
Der Ort hat 74 Einwohner (2021). Fast alle Bewohner gehören der albanischen Minderheit an und sprechen einen südgegischen Dialekt. Sie bekennen sich fast ausschließlich zum Islam hanafitischer Rechtsschule, wenngleich der bektaschitische Einfluss nicht zu unterschätzen ist, jedoch in den letzten Jahrzehnten merklich abgenommen hat. Unbedeutend ist hingegen der Salafismus. Ein Großteil der während des sozialistischen Jugoslawiens aufgewachsenen Muslime ist außerdem säkular geprägt. Der Atheismus spielt ebenso eine unbedeutende Rolle.
Im Dorfzentrum steht die Dorfmoschee, die vom Mufti in Struga verwaltet wird und über ein Minarett verfügt.
Die nachfolgende Tabelle zeigt die demographische Entwicklung seit dem Zweiten Weltkrieg.
| Jahr      | 1948 | 1953 | 1961 | 1971 | 1981 | 1994 | 2002 | 2021 |
| --------- | ---- | ---- | ---- | ---- | ---- | ---- | ---- | ---- |
| Einwohner | 185  | 208  | 202  | 228  | 189  | 156  | 170  | 74   |

## Geschichte
Bis zu deren Fusion mit der Gemeinde Struga im Jahr 2004 gehörte Gorno Tateši zur Gemeinde Velešta.

## Bildung
In Bogojci steht eine Grundschule, in der die Kinder in mehrstufigen Klassen die 1. bis 4. Klasse besuchen. Ab der 5. Klasse besuchen die Kinder die Schule in Gorno Tateši.

## Verkehr
Bogojci liegt an einer Nebenstraße der Gemeindestraße P2243, welche die Gemeindehauptstadt Struga mit dem nördlichen Gemeindeteil verbindet.